# Flugplatz Neumarkt/Opf.

i7
i11
i13

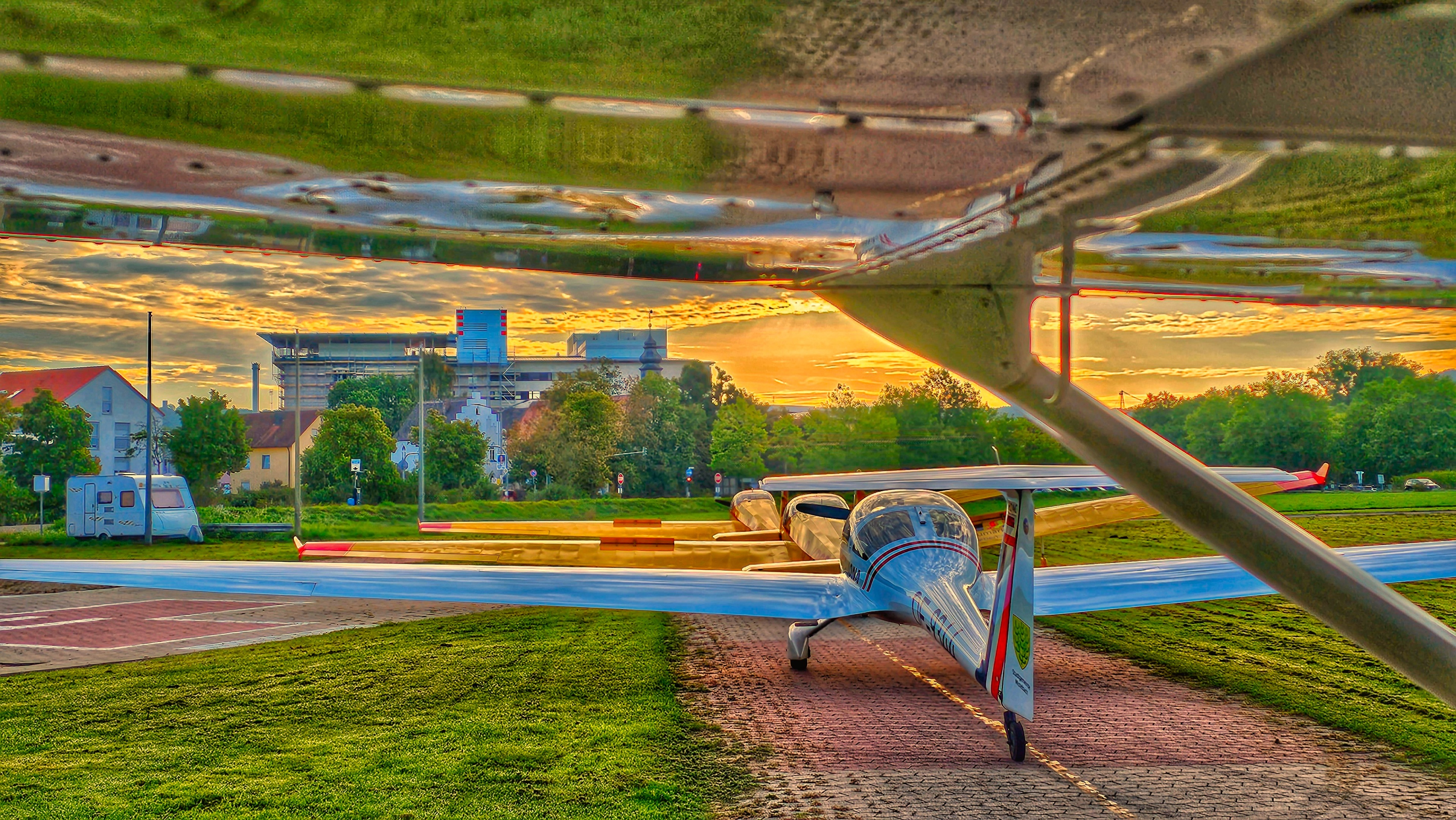

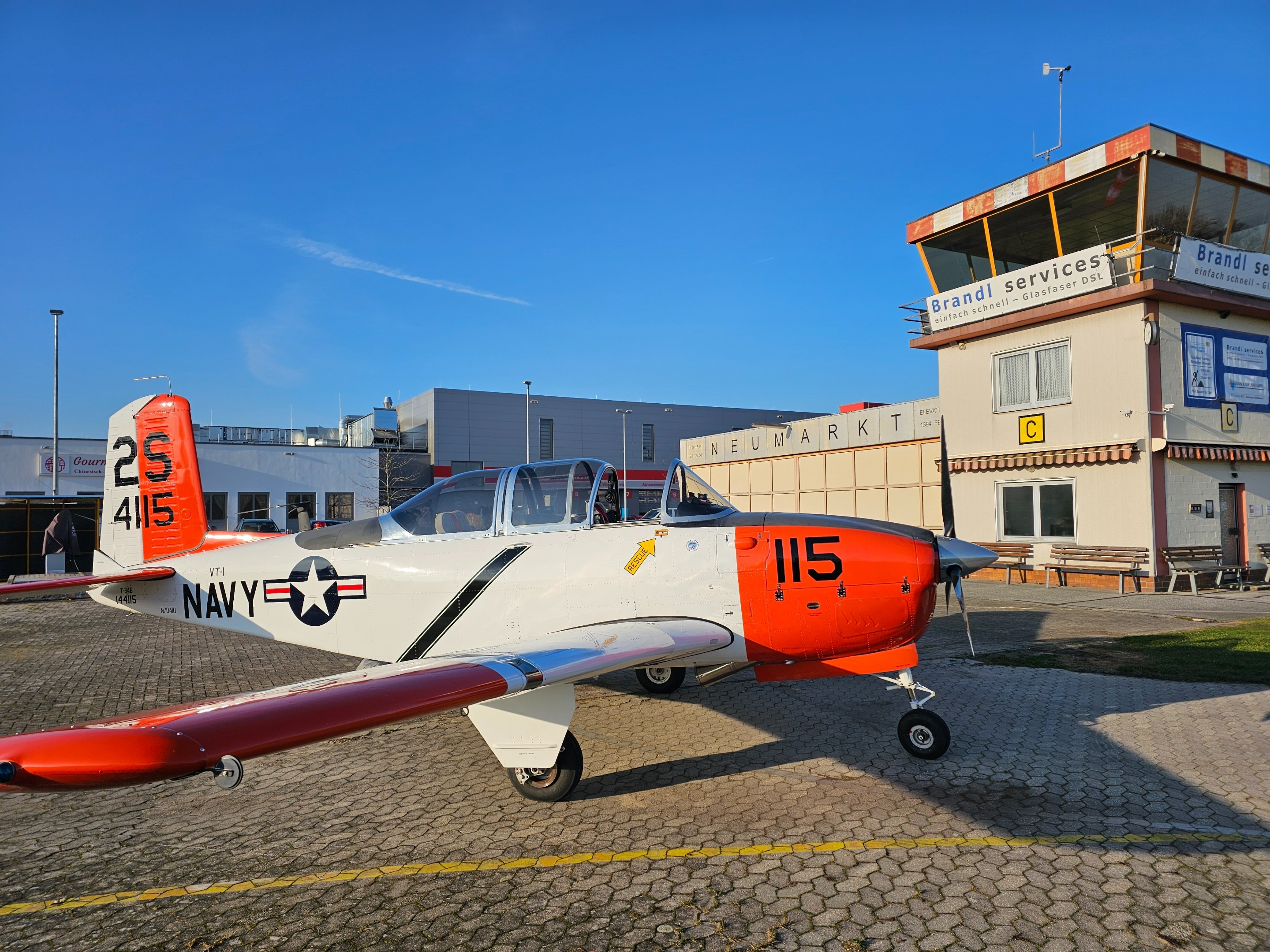
EDPO Tower

Der Sonderlandeplatz Neumarkt/Opf. (ICAO-Code: EDPO) ist der Flugplatz der oberpfälzischen Stadt Neumarkt. Er wird von der Flugsportvereinigung Neumarkt e. V. betrieben.

## Geografie
Der Flugplatz liegt einen Kilometer nordwestlich des historischen Stadtkernes von Neumarkt im Flurstück Chorespan auf einer Höhe von 425 m ü. NN. Unmittelbar östlich befinden sich das Klinikum Neumarkt in der Oberpfalz mit seinem eigenen Helipad, sowie der Ludwig-Donau-Main-Kanal.
Naturräumlich bildet die nördlich gelegene Pölliger Höhe einen Bestandteil der Europäischen Hauptwasserscheide, westlich fällt das Gelände zum Fränkischen Seenland hin ab und östlich steigt es zu der Frankenalb an.

## Geschichte
Die Fliegerei wurde in Neumarkt bereits vor dem Zweiten Weltkrieg betrieben, damals am Buchberg zwischen Stauf und Sengenthal. Es erfolgte jedoch 1945 ein Flugverbot für Deutsche durch die alliierte Besatzungsmacht.
- 1950, kurz nach der Aufhebung des Flugverbotes, wurde die Flugsportvereinigung Neumarkt e. V. gegründet.
- 1959 wurde das neue, stadtnahe Gelände an der Pöllinger Höhe bezogen und 1960 als öffentlicher Flugplatz behördlich zugelassen.[2]

In den frühen 1980er Jahren wurden der Tower und eine zweite Halle gebaut, sowie die Landebahn mit einem Asphaltstreifen befestigt.

## Flugplatz und Ausstattung
Der Flugplatz ist zugelassen für Luftfahrzeuge bis 2000 kg MTOW sowie für Hubschrauber bis 3000 kg und hat keine geregelten Betriebszeiten.  Der Halter des Flugplatzes ist die Flugsportvereinigung Neumarkt e. V.
Er wird regelmäßig von der bayerischen Flugrettungsstaffel genutzt, und bei sichtigem Wetter dürften mit Ausnahmegenehmigung Verkehrsflugzeuge mit bis zu fünf Tonnen Höchstabfluggewicht auf dem Flugplatz Neumarkt landen. Weiterhin dient er regelmäßig für die Aufklärungsflüge zur Waldbrandgefahr über den Bayerischen Staatsforsten in den Sommermonaten.
Es bestehen mehrere Wirtschaftsgebäude, ein Tower, zwei Hangars, ein Casino und einige benachbarte Restaurants. 
Seit 2024 wird zur Betankung auch für fremde Flugzeuge MoGas angeboten.

## Zwischenfälle
In den frühen 1990er bis in die 2010er Jahre ereigneten sich einige, teils tödlich verlaufene Flugunfälle mit Ultraleichtflugzeugen und Motordrachen im Landkreis Neumarkt.

## Verkehr
Eine Gemeindestraße erschließt den Flugplatz über die B 299 zu der fünf Kilometer nördlich verlaufenden Bundesautobahn 3 hin. Der ÖPNV bedient den Flugplatz nicht direkt, aber mehrere Zustiegsmöglichkeiten zum Stadtbus befinden sich in wenigen hundert Metern Entfernung.
Anfliegenden Gästen stehen Fahrräder zur kostenlosen Nutzung zur Verfügung.